# Korzecznik
Korzecznik är en by i Powiat kolski i det polska vojvodskapet Storpolen. Korzecznik är beläget 13 kilometer nordväst om Kłodawa, 19 kilometer nordost om Koło och 129 kilometer öster om Poznań.